# Un été comme ça
Pour plus de détails, voir Fiche technique et Distribution.
Un été comme ça est un film canadien réalisé par Denis Côté et sorti en 2022.
Il est présenté en première mondiale et en compétition officielle à la Berlinale 2022,. Il s'agit du quatorzième long métrage du cinéaste et d'une quatrième sélection en compétition officielle à la Berlinale.

## Synopsis
Trois femmes — Léonie, Eugénie et Geisha — sont invitées dans une maison de repos durant 26 jours pour explorer leurs malaises sexuels. Elles sont accompagnées dans leur processus de guérison par une thérapeute allemande (Octavia) et un travailleur social bienveillant (Sami).

## Fiche technique
Sauf indication contraire, les informations mentionnées dans cette section peuvent être confirmées par la base de données cinématographiques IMDb,  présente dans la section « Liens externes ».
- Titre original : Un été comme ça
- Réalisation et scénario : Denis Côté
- Musique
- Photographie : François Messier-Rheault
- Montage : Dounia Sichov
- Production :  Sylvain Corbeil, Audrey-Ann Dupuis-Pierre
- Société de production : Metafilms
- Sociétés de distribution : Maison 4:3 (Canada), Shellac (France)[5],[4]
- Pays de production :  Canada
- Langue originale : français
- Format : Couleurs
- Genre : drame
- Durée : 137 minutes
- Dates de sortie : 
  - Allemagne : 14 février 2022 (Berlinale 2022) [2],[6]
  - France : 27 juillet 2022
  - Canada : 19 août 2022

## Distribution
- Larissa Corriveau : Léonie
- Laure Giappiconi : Eugénie
- Samir Guesmi : Sami
- Aude Mathieu : Geisha
- Anne Ratte-Polle : Octavia
- Marie-Claude Guérin : Mathilde
- Josée Deschênes : Diane

## Accueil

### Critique
En France, le site Allociné propose une moyenne des critiques de presse à 2,9/5. Alors qu'au Québec, Mediafilm  souligne l'intelligence de l'approche du film et encense le jeu des interprètes.

## Distinctions

### Sélection
- Berlinale 2022 : compétition officielle[9]